# Nea Moudania
Nea Moudania (in greco Νέα Μουδανιά?) è una cittadina della Grecia settentrionale, capoluogo della municipalità di Nea Propontida, nella regione della Macedonia Centrale.

## Geografia
Nea Moudania è situata nella parte settentrionale della penisola Calcidica, lungo le rive del golfo Termaico, a 65 km a sud-est di Salonicco.

## Storia
Nea Moudania è stata fondata da profughi di etnia greca provenienti principalmente dalla cittadina portuale di Moudania (oggi Mudanya, in Turchia) qui trasferitisi dopo la sanguinosa guerra greco-turca ed il successivo scambio di popolazioni tra i due paesi.

## Cultura

### Istruzione

#### Musei
- Museo della Pesca

## Infrastrutture e trasporti

### Strade
La principale via d'accesso a Nea Moudania è l'autostrada A24 che unisce Salonicco alla penisola di Kassandra.

### Porti
Dal porto di Nea Moudania partono traghetti per Salonicco, Sciato e Pefkochori.